# Mirihi
Mirihi ist eine kleine maledivische Insel im Südwesten des Ari-Atolls im Indischen Ozean. Die Insel Rangali liegt fünf Kilometer nordwestlich. Die Hotelanlage der Touristeninsel wurde 1989 eröffnet und besteht aus 31 auf Pfahlbauten errichteten Wasserbungalows sowie sechs über die Insel verteilten Strandvillen. Benannt ist die Insel nach einer auf ihr verbreiteten Blumenart.
Mirihi ist vor allem unter Tauchern eine sehr bekannte Insel. Durch die strategisch günstige Lage innerhalb des Südari-Atolls besteht die Möglichkeit ganzjährig Walhai- und Mantaplätze anzufahren. Am Hausriff von Mirihi wurde zudem im Jahre 2001 ein altes Fischerboot aus Stahl versenkt. Es liegt auf 30 Meter Tiefe und die Aufbauten reichen bis auf 18 Meter hinauf. Es zeichnet sich durch einen hervorragenden Bewuchs aus und ist einfach zu betauchen.